# Philip Van Zandt
Philip Van Zandt, pseudonimo di Philip Pinheiro (Amsterdam, 4 ottobre 1904 – Los Angeles, 15 febbraio 1958), è stato un attore e personaggio televisivo olandese famoso prevalentemente per aver recitato nei film Quarto potere (1941) e  Orgoglio e passione (1957).

## Biografia
Nato ad Amsterdam, Van Zandt debuttò nel 1939 e, nei successivi 20 anni apparve in circa 100 film, per la maggior parte interpretando ruoli secondari o di cattivo, come nazisti, criminali o scienziati pazzi.
Nel 1941, interpretò il ruolo di Mr. Rawlston in Quarto potere, tra i film più amati e discussi di ogni epoca
Aprì una scuola di recitazione a Hollywood nel 1950.
Intorno al 1958, Van Zandt scivolò nella depressione a causa del declino della propria carriera, e finì per spendere tutti i suoi averi nel gioco d'azzardo. Si suicidò poco tempo dopo, assumendo alte quantità di sonniferi. La sua ultima apparizione fu nel cortometraggio Fifi Blows Her Top con I tre marmittoni, commedia uscita due mesi dopo la sua morte.

## Filmografia parziale

### Cinema
- Così finisce la nostra notte (So Ends Our Night), regia di John Cromwell (1941)
- La città delle donne rapite (City of Missing Girls), regia di Elmer Clifton (1941)
- Quarto potere (Citizen Kane), regia di Orson Welles (1941)
- Nazi Agent, regia di Jules Dassin (1942)
- Il trionfo di Tarzan (Tarzan Triumphs), regia di Wilhelm Thiele (1943)
- Hostages, regia di Frank Tuttle (1943)
- Il nemico ci ascolta (Air Raid Wardens), regia di Edward Sedgwick (1943)
- La storia del dottor Wassell (The Story of Dr. Wassell), regia di Cecil B. DeMille (1944)
- Call of the Jungle, regia di Phil Rosen (1944)
- The Big Noise, regia di Malcolm St. Clair (1944)
- Al di là del mistero (House of Frankenstein), regia di Erle C. Kenton (1944)
- La schiava del Sudan (Sudan), regia di John Rawlins (1945)
- Contrattacco (Counter-Attack), regia di Zoltán Korda (1945)
- Notti d'oriente (A Thousand and One Nights), regia di Alfred E. Green (1945)
- La mischia dei forti (Joe Palooka, Champ), regia di Reginald Le Borg (1946)
- Inganno (Decoy), regia di Jack Bernhard (1946)
- La vergine di Tripoli (Slave Girl), regia di Charles Lamont (1947)
- Squareheads of the Round Table, regia di Edward Bernds (1948)
- Il tempo si è fermato (The Big Clock), regia di John Farrow (1948)
- La grande minaccia (Walk a Crooked Mile), regia di Gordon Douglas (1948)
- Fiddlers Three (1948)
- Mummy's Dummies, regia di Edward Bernds (1948)
- Embraceable You, regia di Felix Jacoves (1948)
- La roulette (The Lady Gambles), regia di Michael Gordon (1949)
- Fuelin' Around, regia di Edward Bernds (1949)
- Ho sposato un demonio (Red, Hot and Blue), regia di John Farrow (1949)
- Dopey Dicks, regia di Edward Bernds (1950)
- One Shivery Night, regia di Del Lord (1950)
- Una rosa bianca per Giulia (Where Danger Lives), regia di John Farrow (1950)
- Tra mezzanotte e l'alba (Between Midnight and Dawn), regia di Gordon Douglas (1950)
- Le frontiere dell'odio (Copper Canyon), regia di John Farrow (1950)
- Cirano di Bergerac (Cyrano de Bergerac), regia di Michael Gordon (1950)
- Il suo tipo di donna (His Kind of Woman), regia di John Farrow (1951)
- Three Arabian Nuts, regia di Edward Bernds (1951)
- Squali d'acciaio (Submarine Command), regia di John Farrow (1951)
- I figli dei moschettieri (At Sword's Point), regia di Lewis Allen (1952)
- Eroi di mille leggende (Thief of Damascus), regia di Will Jason (1952)
- Yukon Gold, regia di Frank McDonald (1952)
- Spooks!, regia di Jules White (1953)
- La spada del deserto (Prisoners of the Casbah), regia di Richard L. Bare (1953)
- I conquistatori della Virginia (Captain John Smith and Pocahontas), regia di Lew Landers (1953)
- Clipped Wings, regia di Edward Bernds (1953)
- Ragazze audaci (Playgirl), regia di Joseph Pevney (1954)
- Attacco alla base spaziale U.S. (Gog), regia di Herbert L. Strock (1954)
- Musty Musketeers, regia di Jules White (1954)
- Knutzy Knights, regia di Jules White (1954)
- Scotched in Scotland, regia di Jules White (1954)
- Yankee Pascià (Yankee Pasha), regia di Joseph Pevney (1954)
- Un pizzico di follia (Knock on Wood), regia di Melvin Frank e Norman Panama (1954)
- Bedlam in Paradise, regia di Jules White (1955)
- G-Men: evaso 50574 (I Cover the Underworld), regia di R.G. Springsteen (1955)
- Hot Stuff, regia di Jules White (1956)
- I conquistatori dell'uranio (Uranium Boom), regia di William Castle (1956)
- Orgoglio e passione (The Pride and the Passion), regia di Stanley Kramer (1957)
- L'uomo dai mille volti (Man of a Thousand Faces), regia di Joseph Pevney (1957)
- Outer Space Jitters, regia di Jules White (1957)
- Il quadrato della violenza (The Crooked Circle), regia di Joseph Kane (1957)
- Fifi Blows Her Top, regia di Jules White (1958)

### Televisione
- Le inchieste di Boston Blackie (Boston Blackie) – serie TV, episodi 2x20-2x30 (1953)
- Le avventure di Jet Jackson (Captain Midnight) – serie TV, episodi 1x11-1x17 (1954)
- TV Reader's Digest – serie TV, episodi 1x18-2x35 (1955-1956)
- The Whistler – serie TV, episodi 1x17-1x23 (1955)
- Topper – serie TV, episodio 2x25 (1955)
- The Star and the Story – serie TV, episodio 1x18 (1955)
- Crusader – serie TV, episodio 1x37 (1956)
- Corky, il ragazzo del circo (Circus Boy) – serie TV, episodio 1x25 (1957)
- L'uomo ombra (The Thin Man) – serie TV, episodio 1x12 (1957)

## Doppiatori italiani
Nelle versioni in italiano delle opere in cui ha recitato, Philip van Zandt è stato doppiato da:
- Bruno Persa in Le frontiere dell'odio (ridoppiaggio), I figli dei moschettieri, Attacco alla base spaziale U.S., I conquistatori della Virginia
- Stefano Sibaldi in Contrattacco
- Luigi Pavese in La roulette
- Vinicio Sofia in Yankee pascià
- Nino Pavese in Un pizzico di follia
- Cesare Fantoni in Orgoglio e passione